# Miquel Mataró Monserrat
Miquel Mataró Monserrat (finals segle xix, Llucmajor, Mallorca - mitjans segle xx, Llucmajor) fou un polític conservador mallorquí batle de Llucmajor en els períodes 1920-23 i 1924-30.
Mataró era descendent d'una família de notaris, els Mataró, instal·lada a Llucmajor des del temps de la conquesta de Mallorca que, amb els segles, esdevingueren terratinents. El 1918 obtingué el títol de comptador mercantil per la Universitat de Barcelona. Es casà amb una filla del dirigent conservador Joan Mòjer Noguera, també batle de Llucmajor durant tres períodes.
Afiliat al Partit Conservador, en el seu primer mandat (1920-23) succeí, com a batle de Llucmajor, al seu germà Pere Antoni Mataró Monserrat, que es presentà a les eleccions de diputat provincial. Amb el cop d'estat de Miquel Primo de Rivera fou destituït com tots els batles constitucionals. S'afilià al partit únic Unión Patriótica del dictador i recuperà l'alcaldia de Llucmajor pocs mesos després, el 1924, per designació del governador civil el general de divisió Lorenzo Chalier. Durant aquesta dictadura (1923-30) fou l'únic batle de Llucmajor. També fou membre del Comitè Provincial de la Unió Patriòtica i, en acabar la dictadura de Primo de Rivera, participà en la fundació el 1930 del Partit Regionalista de Mallorca, adherit a la política de Francesc Cambó, i en fou el president del Comitè Local a Llucmajor.

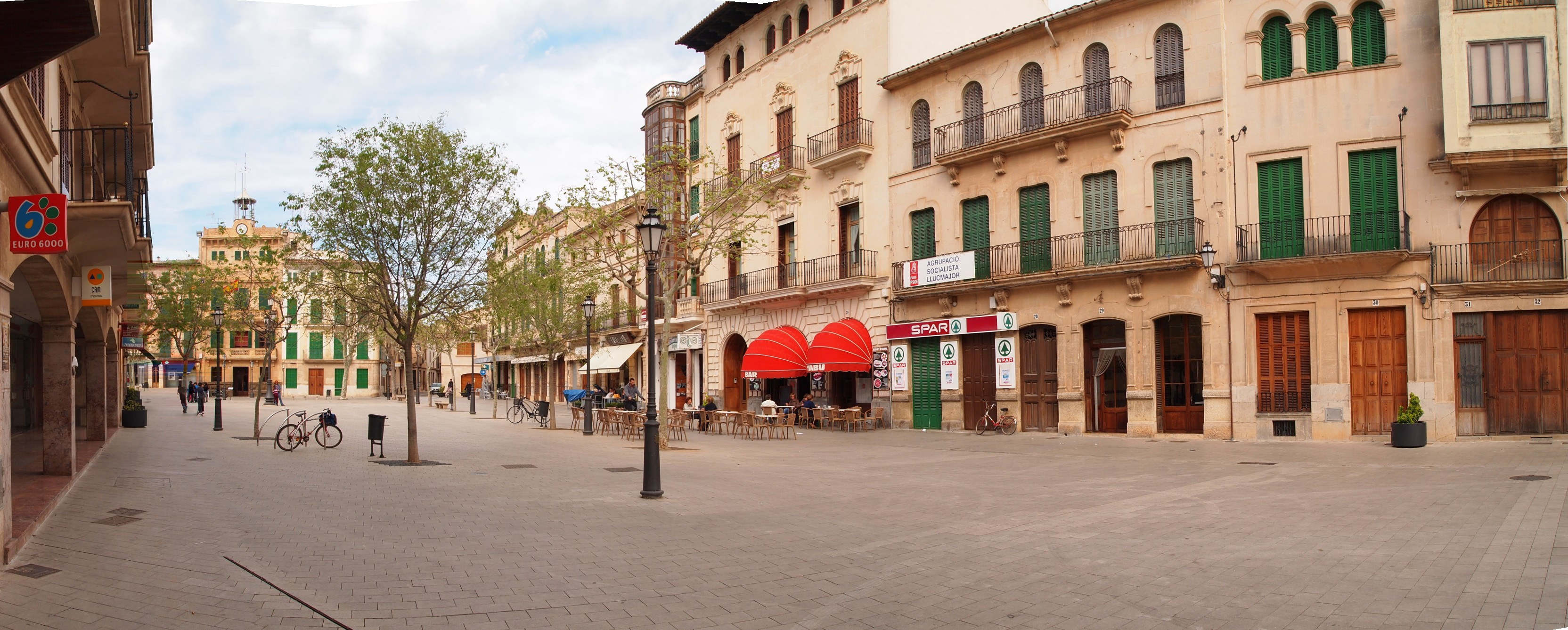
Façanes modernistes de la Plaça Espanya de Llucmajor construïdes amb la reforma del 1929

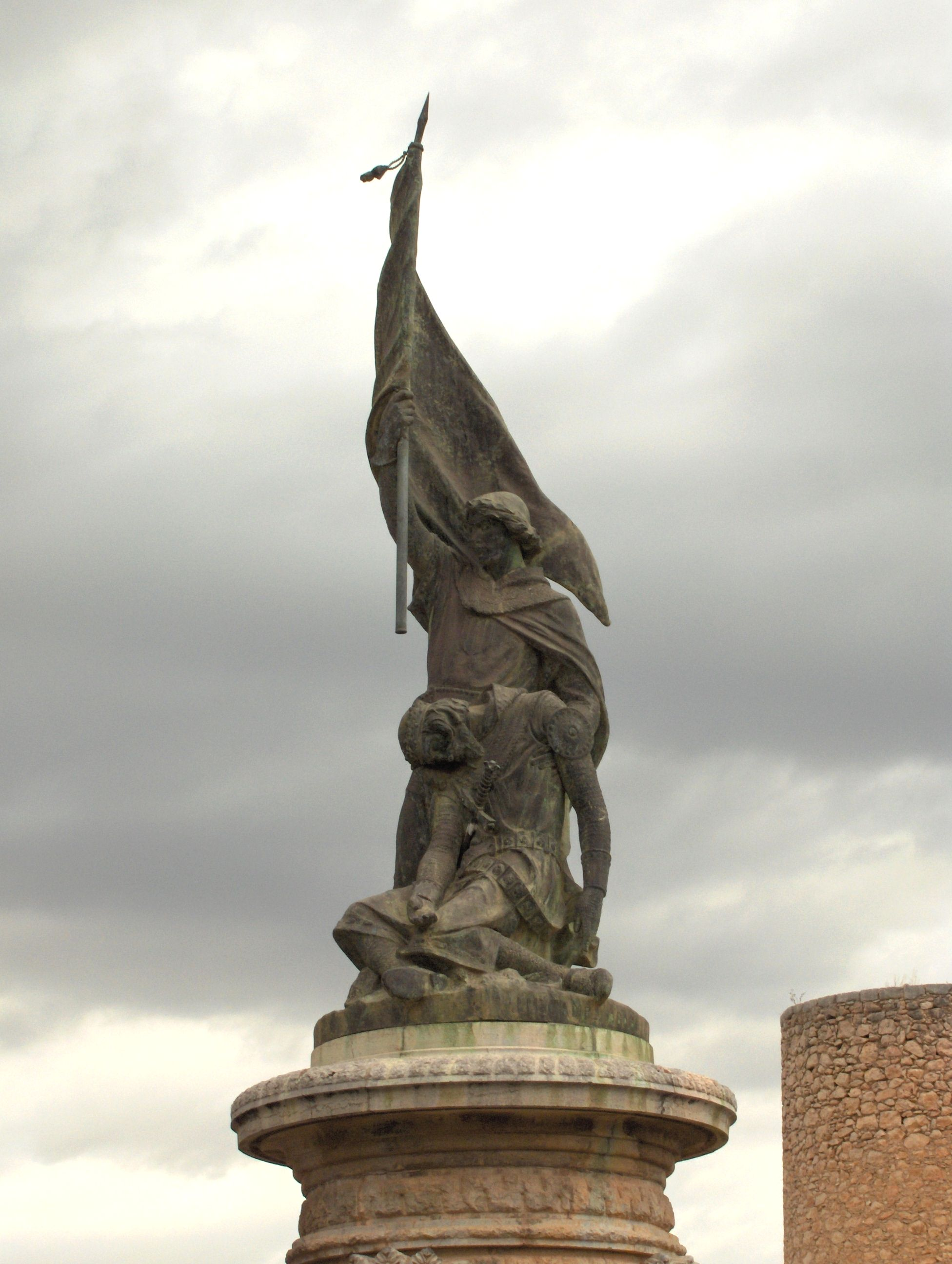
Monument a Jaume III

En els seus mandats destaca l'inici del desenvolupament turístic de s'Arenal, la remodelació de la plaça Espanya de Llucmajor, la construcció de l'escorxador municipal i la inauguració del monument a Jaume III. Durant el seu segon mandat, el 1930 tingué lloc una vaga de sabaters que aconseguiren reduir la jornada laboral a vuit hores diàries.
Amb l'arribada de la Segona República la seva activitat política passà a segon pla. El desembre de 1934 el seu banc, Banc de Llucmajor, fe fallida al mateix temps que el Banc de Crèdit Balear i el Banc Agrari de Balears, la qual cosa li ocasionà importants pèrdues econòmiques. Després del cop d'estat del 18 de juliol de 1936 s'afilià a la Falange Espanyola de les JONS. Els primers mesos de la Guerra Civil formà part d'un comitè de tres persones que seleccionaren els membres de partits d'esquerres que havien de ser represaliats.
Després de la Guerra Civil abandonà la política activa, però els seus descendents seguiren tenint un important pes en la política local: el seu fill Pere Antoni Mataró Mòjer fou regidor de l'ajuntament durant la dictadura de Franco i el marit de la seva neta, Gaspar Oliver Mut, fou batle de Llucmajor, diputat al Parlament de les Illes Balears, diputat al Consell Insular de Mallorca i conseller de Comerç i Indústria amb els governs del Partit Popular.